# Querecotillo
Querecotillo es una ciudad menor peruana, capital del distrito homónimo ubicado en la provincia de Sullana del departamento de Piura. Se encuentra a una altitud de 784 m s. n. m.

## Demografía
En 2017 tenía una población de 13 173 habitantes.
| Gráfica de evolución demográfica de Querecotillo entre 1993 y 2017 |
|                                                                    |
| Fuentes: Población 1993 y 2017                                     |

## Clima
| Parámetros climáticos promedio de Querecotillo | Parámetros climáticos promedio de Querecotillo | Parámetros climáticos promedio de Querecotillo | Parámetros climáticos promedio de Querecotillo | Parámetros climáticos promedio de Querecotillo | Parámetros climáticos promedio de Querecotillo | Parámetros climáticos promedio de Querecotillo | Parámetros climáticos promedio de Querecotillo | Parámetros climáticos promedio de Querecotillo | Parámetros climáticos promedio de Querecotillo | Parámetros climáticos promedio de Querecotillo | Parámetros climáticos promedio de Querecotillo | Parámetros climáticos promedio de Querecotillo | Parámetros climáticos promedio de Querecotillo |
| Mes                                            | Ene.                                           | Feb.                                           | Mar.                                           | Abr.                                           | May.                                           | Jun.                                           | Jul.                                           | Ago.                                           | Sep.                                           | Oct.                                           | Nov.                                           | Dic.                                           | Anual                                          |
| ---------------------------------------------- | ---------------------------------------------- | ---------------------------------------------- | ---------------------------------------------- | ---------------------------------------------- | ---------------------------------------------- | ---------------------------------------------- | ---------------------------------------------- | ---------------------------------------------- | ---------------------------------------------- | ---------------------------------------------- | ---------------------------------------------- | ---------------------------------------------- | ---------------------------------------------- |
| Temp. mín. media (°C)                          | 12.6                                           | 12.6                                           | 12.3                                           | 12.2                                           | 10.7                                           | 10.1                                           | 10.1                                           | 10.2                                           | 11                                             | 11.4                                           | 11.3                                           | 11.3                                           | 11.3                                           |
| Fuente: climate-data.org                       |                                                |                                                |                                                |                                                |                                                |                                                |                                                |                                                |                                                |                                                |                                                |                                                |                                                |